# Associazione Sportiva Cisco Calcio Roma 2006-2007
Questa voce raccoglie le informazioni riguardanti l'A.S. Cisco Calcio Roma nelle competizioni ufficiali della stagione 2006-2007.

## Rosa
| N. |                   | Ruolo | Calciatore          |
| -- | ----------------- | ----- | ------------------- |
|    | Italia (bandiera) | A     | Mario Artistico     |
|    | Italia (bandiera) | C     | Stefano Bagaglini   |
|    | Italia (bandiera) | C     | Palernio Barbetti   |
|    | Italia (bandiera) | C     | Dario Barraco       |
|    | Italia (bandiera) | D     | Riccardo Bettini    |
|    | Italia (bandiera) | C     | Daniele Bordaccioni |
|    | Italia (bandiera) | C     | Giovanni Bruno      |
|    | Italia (bandiera) | D     | Tiziano Carnevali   |
|    | Italia (bandiera) | P     | Federico Cecchini   |
|    | Italia (bandiera) | C     | Giorgio Cini        |
|    | Italia (bandiera) | A     | Massimo Coda        |
|    | Italia (bandiera) | C     | Claudio Costanzo    |
|    | Italia (bandiera) | D     | Andrea Cottini      |
|    | Italia (bandiera) | A     | Paolo Di Canio      |
|    | Italia (bandiera) | A     | Federico Dionisi    |
|    | Italia (bandiera) | C     | Davide Drascek      |
|    | Italia (bandiera) | D     | Luca Ferri          |
|    | Italia (bandiera) | C     | Luigi Giandomenico  |

| N. |                     | Ruolo | Calciatore            |
| -- | ------------------- | ----- | --------------------- |
|    | Italia (bandiera)   | A     | Ivan Giuntoli         |
|    | Italia (bandiera)   | D     | Marco Gonnella        |
|    | Italia (bandiera)   | D     | Emiliano Leone        |
|    | Italia (bandiera)   | C     | Andrea Mazzarani      |
|    | Italia (bandiera)   | C     | Luca Minopoli         |
|    | Italia (bandiera)   | A     | Alessandro Morbidelli |
|    | Italia (bandiera)   | A     | Giancarlo Pantano     |
|    | Italia (bandiera)   | C     | Cristian Ranalli      |
|    | Italia (bandiera)   | C     | Vito Redavid          |
|    | Italia (bandiera)   | P     | Francesco Rossi       |
|    | Italia (bandiera)   | C     | Daniele Russo         |
|    | Italia (bandiera)   | D     | Giorgio Santarelli    |
|    | Italia (bandiera)   | D     | Sandro Schenone       |
|    | Ungheria (bandiera) | C     | Zsolt Tamasi          |
|    | Italia (bandiera)   | D     | Marco Teani           |
|    | Italia (bandiera)   | C     | Salvatore Vicari      |
|    | Italia (bandiera)   | A     | Igor Zaniolo          |
|    | Italia (bandiera)   | D     | Damiano Zanon         |